# Manor MRT05
La Manor MRT05 è una vettura di Formula 1 costruita dalla scuderia Manor per partecipare al campionato mondiale di Formula 1 2016.

## Contesto

### Cambio nome e ultima stagione in Formula 1

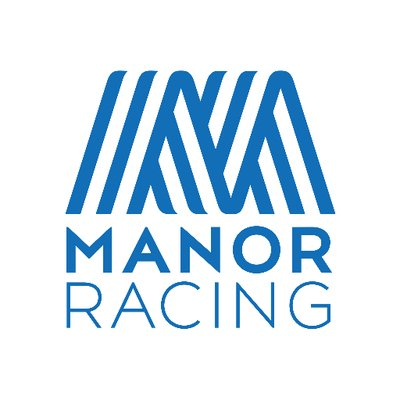
Nuovo logo del team Manor a partire dalla stagione 2016.

Dopo essere stata salvata del fallimento verso la fine della stagione 2014, la squadra, dopo aver partecipato alla stagione 2015 sotto il nome di Marussia-Manor, cambia denominazione in Manor Racing in quella che si rivela essere l'ultima stagione in Formula 1 per la struttura.
Inoltre, il 1º ottobre 2015 la Manor ufficializza l'accordo con la Mercedes per la fornitura delle power-unit, oltre che collaborare più strettamente con la Manor per l'approntamento della monoposto: termina dunque dopo solo una stagione il sodalizio con la Ferrari.
Viene messo a disposizione del team inglese anche il cambio, e parte delle sospensioni della Williams, mentre viene stretto un accordo con la Petronas per l'utilizzo di olio e carburante.

### Rinforzo all'organico del team
Oltre al confermato John McQuilliam, la Manor ingaggia tre nuovi ingegneri con un passato in Ferrari e Toro Rosso: Nicholas Tombazis, Pat Fry e Luca Furbatto.

### Piloti

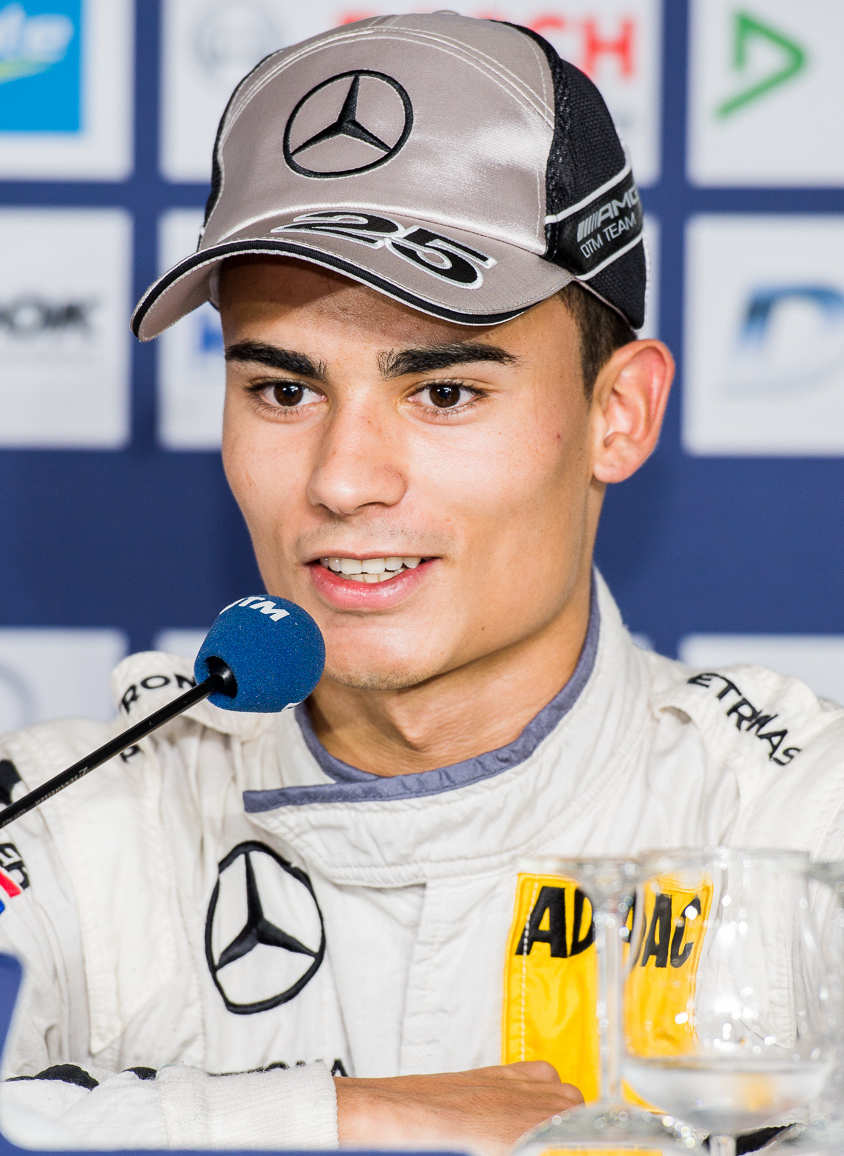
Pascal Wehrlein, qui in una foto del 2014, esordisce in Formula 1 al volante della Manor.

Nel febbraio 2016 il pilota tedesco Pascal Wehrlein, pilota di scuola Mercedes e collaudatore dell'omonimo team nel 2015 e 2016 afferma, sul suo profilo Twitter, di essere stato ingaggiato dalla squadra come pilota titolare. L'ufficializzazione viene effettuata pochi minuti dopo il tweet di Wehrlein. Il numero scelto dal tedesco è il 94, utilizzato anche nel DTM. Tale numero è stato utilizzato, nel mondiale di F1, solo da Johnny Claes, nel Gran Premio di Germania 1951.

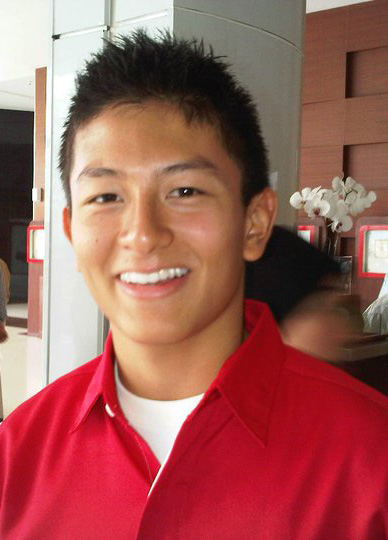
L'indonesiano Rio Haryanto viene scelto come seconda guida della Manor: è il primo indonesiano di sempre a prendere parte a un Gran Premio di Formula 1

Il 18 febbraio la Manor ufficializza Rio Haryanto quale altro pilota titolare. L'indonesiano, impegnato nel 2015 nel campionato GP2, dopo mesi di trattative, è riuscito a trovare i finanziamenti necessari. Haryanto diventa di fatto il primo pilota indonesiano a correre nel mondiale di F1 e sceglie, quale numero, l'88, non utilizzato dalla 500 Miglia di Indianapolis 1959, da Gene Hartley. Alexander Rossi, impiegato da titolare dalla scuderia britannica in qualche gara del 2015, resta quale pilota di riserva. Oltre allo statunitense, viene confermato anche il britannico Jordan King, impegnato nel campionato GP2 e che prende poi parte alle PL1 del Gran Premio degli Stati Uniti.

## Livrea e sponsor

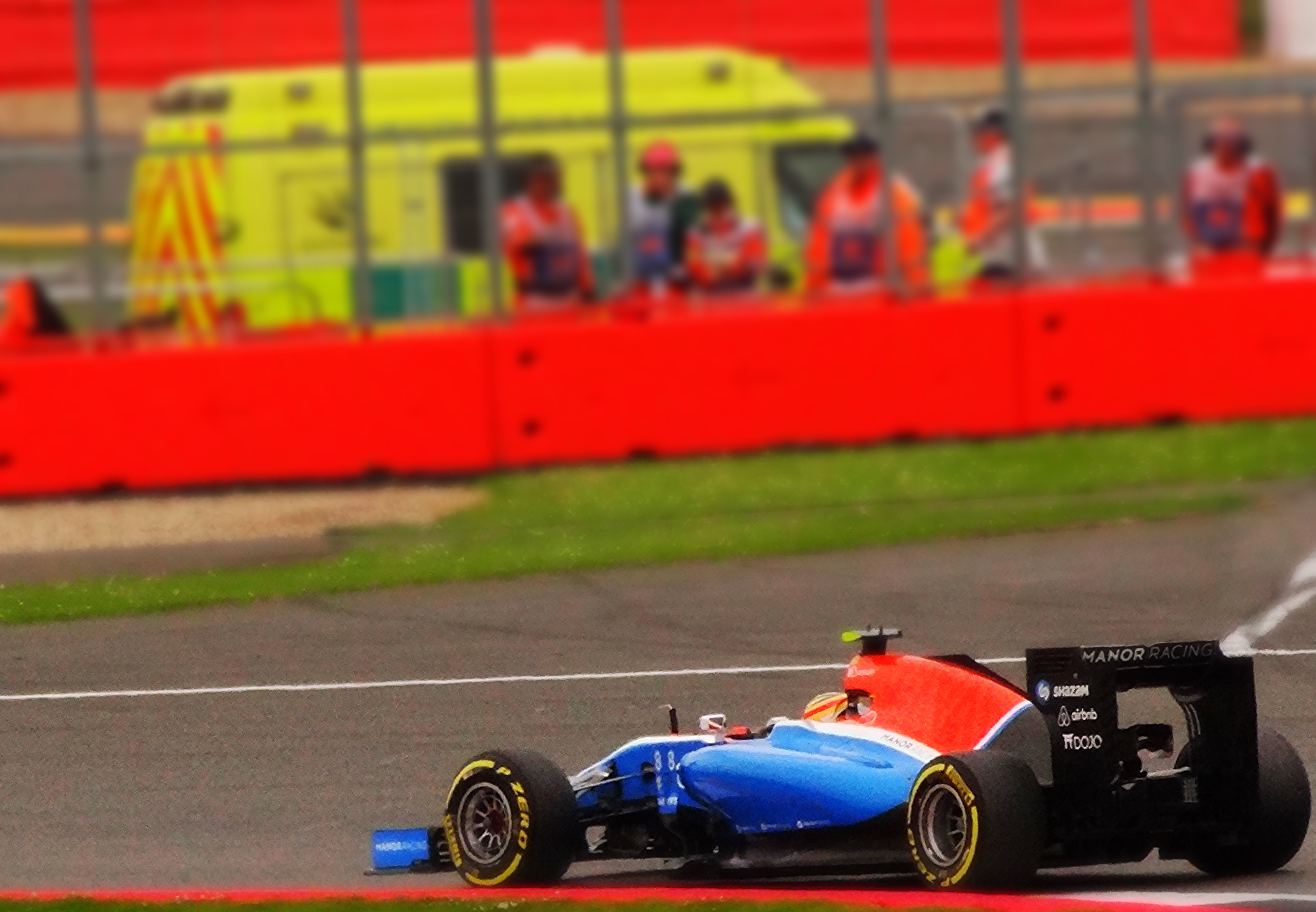
Rio Haryanto impegnato durante il Gran Premio di Gran Bretagna.

La livrea è blu nella parte inferiore della carrozzeria con una sottile striscia bianca che divide la zona rossa di cui sono verniciati la parte superiore e il musetto della monoposto. Nella parte rossa è inoltre presente il nuovo logo della Manor, verniciato con una tonalità più scura in modo da essere più visibile, mentre il retro della vettura, ala posteriore compresa, è totalmente nero.
Gli sponsor presenti sulla vettura sono Daffy's Gin, Pertamina, Rebellion Timepieces, Rescale, Shazam, Pirelli e, nel corso della stagione, anche Microsoft, Dell, Airbnb e FLEX-BOX

## Presentazione
La monoposto è stata presentata il 22 febbraio 2016, presso il Circuito di Catalogna, a Barcellona. Al momento del lancio, il direttore tecnico, John McQuilliam, l'ha defininta come la miglior vettura che abbiamo presentato. Certamente la meglio sviluppata, la più ambiziosa e la più aggressiva. Il direttore tecnico ha anche affermato che lo sviluppo della monoscocca è stato ritardato, al fine di attendere la definizione del propulsore da montare.

## Caratteristiche tecniche

### Aerodinamica e Telaio

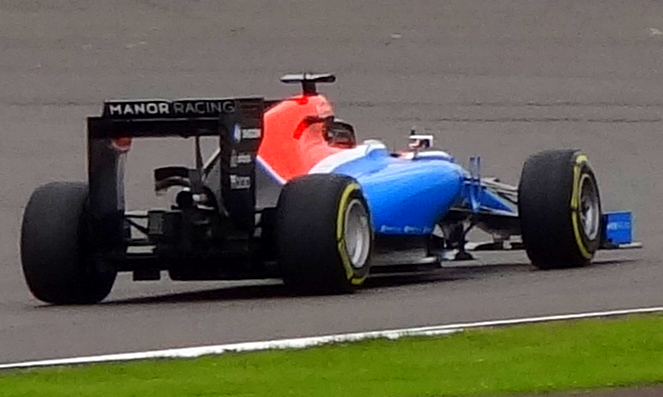
Vista posteriore della MRT05.

Il musetto della vettura rappresenta la sua parte più convenzionale. È stata rimossa l'appendice attaccata al vecchio muso che rispondeva alle esigenze di sicurezza sugli incidenti frontali, stabiliti dalla Federazione. La forma del muso ricorda quella della Ferrari SF15-T, della Toro Rosso STR10 e della McLaren MP4-30, tutte e tre vetture che hanno disputato la stagione precedente. Le sospensioni hanno una nuova geometria, di tipo push rod, col tirante dello sterzo non allineato ai bracci delle sospensioni. Il cofano motore ha una forma tondeggiante, mentre la presa d'aria è sezionata in due parti. Le fiancate sono caratterizzate da prese d'aria ampie e da tre deviatori di flusso, con forma sdoppiata nell'area superiore. Per quanto riguarda gli scarichi, i due condotti sono posti all'esterno del supporto dell'alettone.

### Meccanica

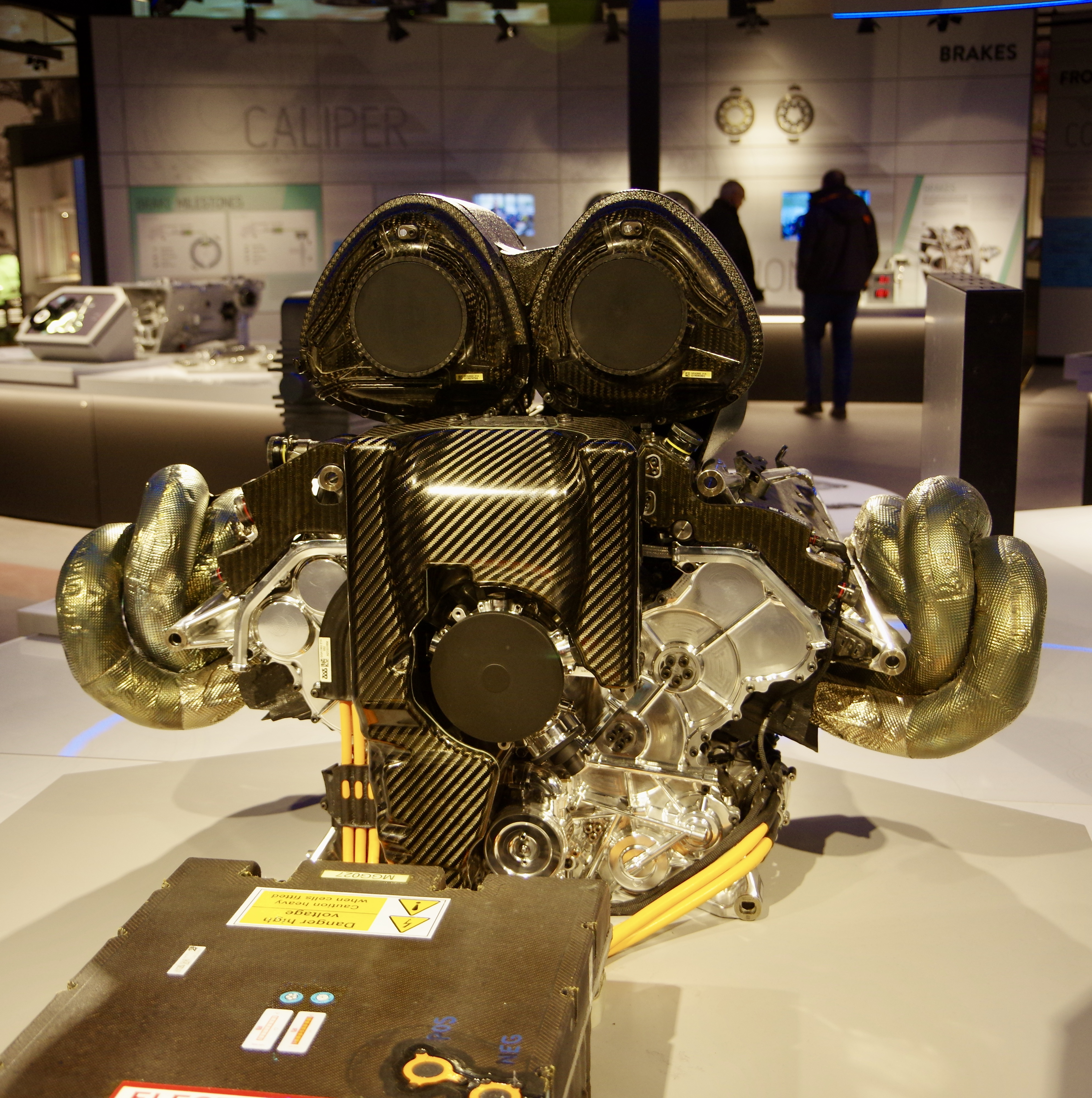
La Power Unit PU106C Hybrid usata dalla Manor e fornita dalla Mercedes per il campionato 2016.

Per la prima (e unica) volta nella sua storia, la Manor è equipaggiata dalla Mercedes che fornisce al team britannico la specifica 2016 denominata Mercedes PU106C Hybrid.
Come da regolamento, si tratta di un 6 cilindri a V sovralimentato con doppia turbina mentre la cilindrata è limitata a 1600cc e, oltre alla parte termica, la power unit dispone del sistema ERS composto da batterie, MGU-K che consente il recupero dell'energia dispersa in frenata, ed MGU-H. La potenza stimata è di circa 1000 CV di cui 840 dati dalla parte endotermica e 160 dalla parte elettrica. Le sospensioni e gli ammortizzatori posteriori sono forniti dal team Williams e sono di tipo pull-rod, mentre la Penske fornisce gli ammortizzatori anteriori.

## Piloti
| Piloti ufficiali       | Piloti ufficiali | Piloti ufficiali |
| Nazione                | Nome             | Numero           |
| ---------------------- | ---------------- | ---------------- |
| Germania (bandiera)    | Pascal Wehrlein  | 94               |
| Indonesia (bandiera)   | Rio Haryanto     | 88               |
| Francia (bandiera)     | Esteban Ocon     | 31               |
| Piloti di riserva      |                  |                  |
| Nazione                | Nome             | Numero           |
| Stati Uniti (bandiera) | Alexander Rossi  |                  |
| Regno Unito (bandiera) | Jordan King      |                  |
| Indonesia (bandiera)   | Rio Haryanto     |                  |

## Carriera agonistica

### Test

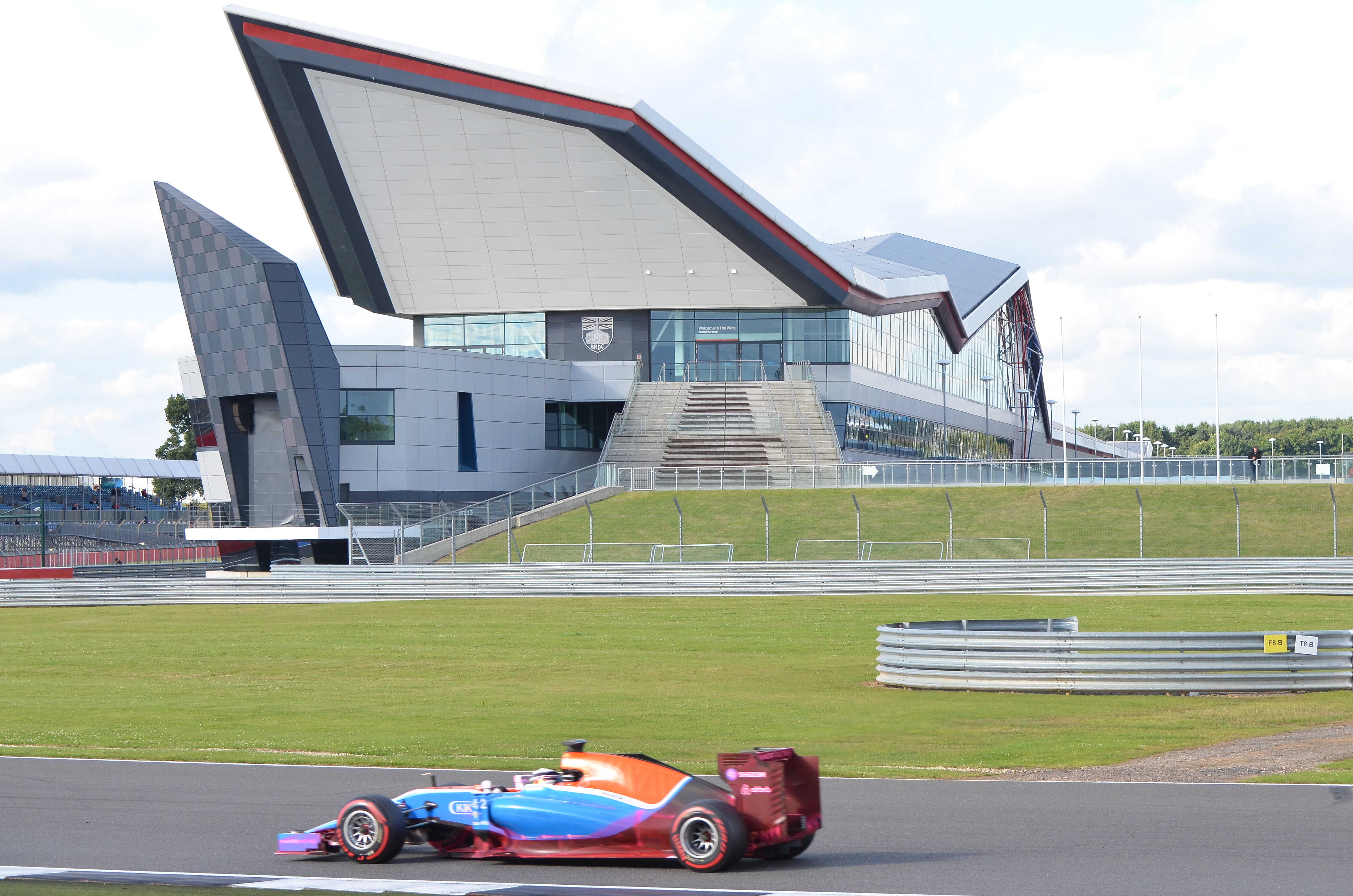
Il collaudatore Jordan King durante i test estivi sul Circuito di Silverstone

Nei test pre-stagionali di Barcellona, la Manor dimostra di aver effettivamente migliorato le proprie prestazioni rispetto alla stagione precedente, con Wehrlein che riesce a girare addirittura cinque secondi più veloce del tempo fatto registrare in qualifica dalla vecchia Manor MR03B nel Gran Premio di Spagna della passata stagione. Haryanto, dal canto suo, inizia non in maniera brilliante la propria sessione, causando la prima bandiera rossa dei test con un incidente e venendo messo alla prova dal team che lo fa girare a serbatoio carico nei giorni a seguire per avere così più confidenza con la monoposto.
Nonostante però i grandi cambiamenti nel corso dell'inverno all'interno del team e una nuova macchina nettamente più prestante rispetto alla precedente, anche la MRT05 subisce pesanti distacchi dalle vetture di medio-alta classifica avvicinandosi però ai tempi delle altre vetture di medio-bassa classifica, quanto basta per essere considerato, almeno all'inizio, un team che sarebbe in grado di lottare per la zona punti.

### Campionato

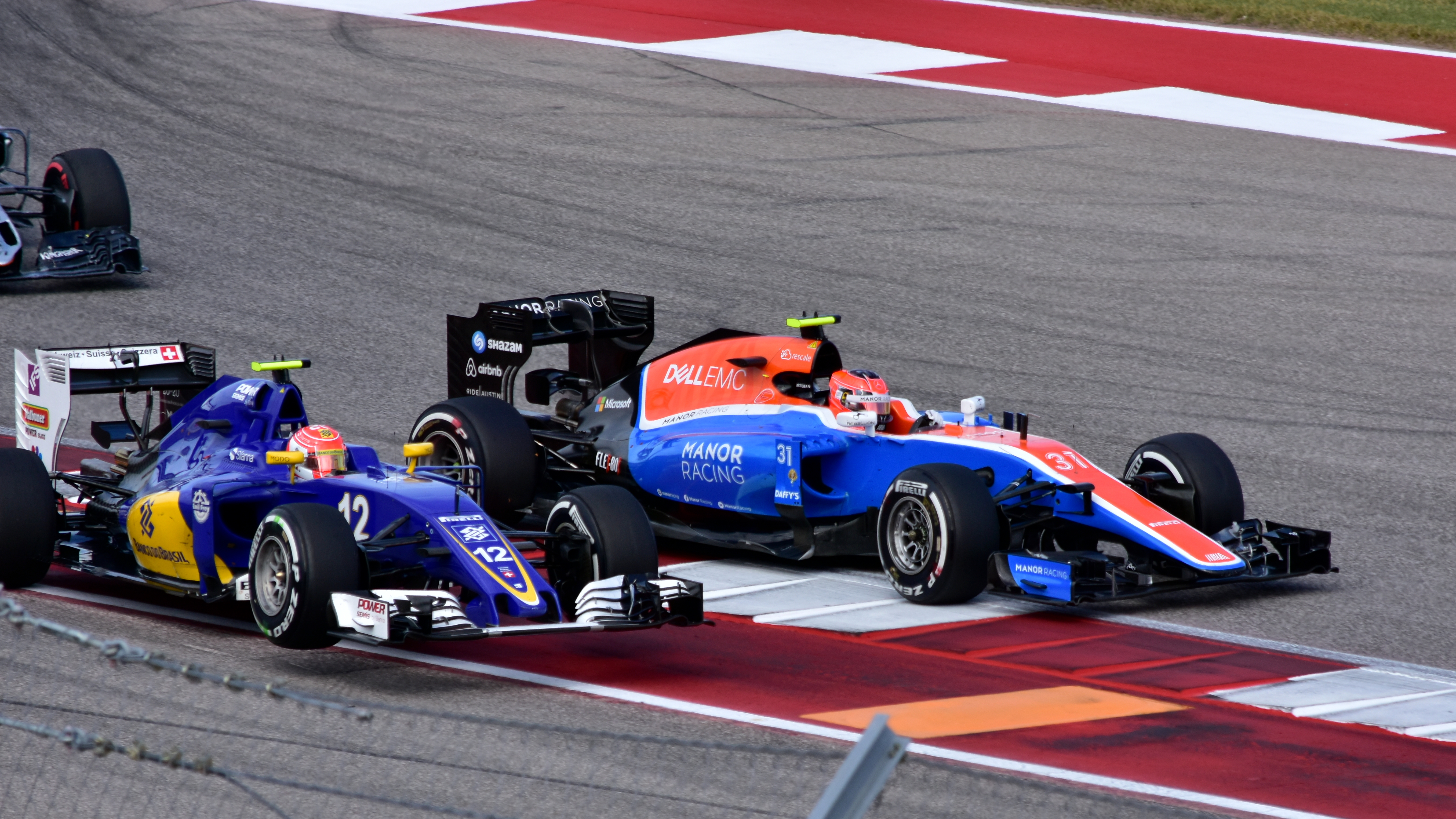
Esteban Ocon in lotta con la Sauber di Felipe Nasr

Nonostante le buone premesse fatte sul team prima del campionato, in Australia Wehrlein e Haryanto si qualificano in fondo al gruppo con un distacco di un secondo dalla Haas di Romain Grosjean qualificatosi subito davanti a loro; in gara non va meglio, con il tedesco che chiude ultimo e l'indonesiano che si ritira al giro 17 per problemi meccanici.
In Bahrain però la Manor si riscatta e Wehrlein sorprende tutti con il 16º tempo in griglia di partenza (mancando di tre decimi l'accesso alla Q2) mettendosi alle spalle le due Renault e le due Sauber oltre al compagno di box. Il tedesco riesce inoltre a disputare una buona gara il giorno seguente, chiudendo in tredicesima posizione e tenendo dietro le più competitive Force India mentre Haryanto chiude all'ultimo posto.
Dopo sei gare senza particolari risultati, dove i due piloti del team si sono ritrovati a primeggiare in alcune occasioni su Renault e Sauber in qualifica ma a chiudere ultimi in gara, in Austria Wehrlein torna alla ribalta e disputa il suo miglior weekend in stagione: al sabato il tedesco passa per la prima volta il Q1 approdando quindi alla manche successiva dove riesce a qualificarsi al 12º posto. La situazione migliora ulteriormente alla domenica dove è autore di una grande gara, duellando a lungo con la Williams di Valtteri Bottas per la decima posizione che ottiene poi grazie a un incidente di Sergio Pérez con lo stupore degli addetti ai lavori: Wehrlein ottiene quindi i primi punti in carriera, mentre la Manor torna a punti a distanza di due anni dal Gran Premio di Monaco 2014 quando fu il compianto Jules Bianchi a portare l'ex Marussia al nono posto ottenendo i primi punti della storia del team. Inoltre, grazie al 12º posto in griglia della qualifica, la Manor accede per la seconda volta nella sua storia alla Q2 dopo il Gran Premio del Belgio 2014.

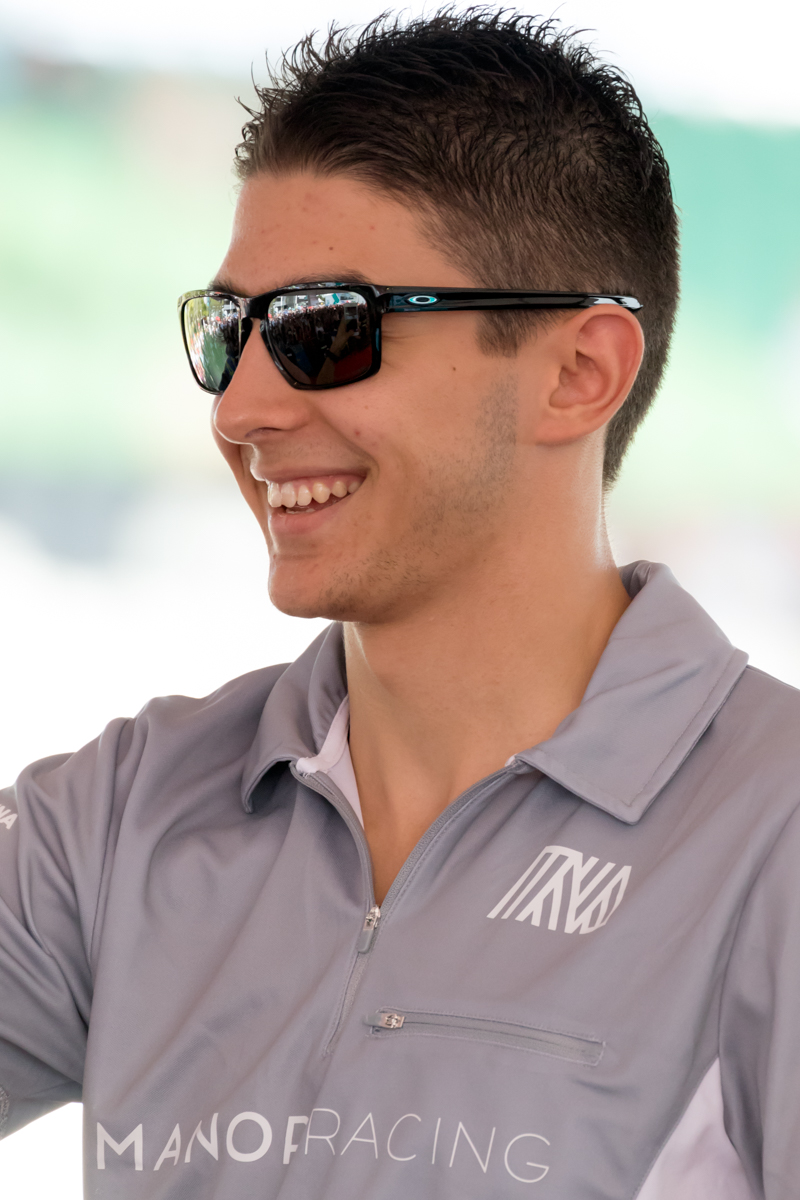
Il francese Esteban Ocon, collaudatore e terzo pilota della Mercedes esordisce in Formula 1 rimpiazzando Rio Haryanto a partire dal GP del Belgio

L'exploit in terra austriaca si rivela tuttavia un "fuoco di paglia", in quanto le due Manor continuano nuovamente a collezionare prestazioni opache, chiudendo ultime nei seguenti 4 Gran Premi e lottando con le solite Sauber per la penultima fila al sabato. Durante la pausa estiva, inoltre, viene alterata la line-up dei piloti: a partire dal Gran Premio del Belgio, infatti, il francese Esteban Ocon, collaudatore della Renault, ma legato alla Mercedes, fa il suo esordio in Formula 1 sostituendo Haryanto che non ha particolarmente brillato nella prima parte di stagione, perdendo nettamente il confronto interno con Wehrlein; tuttavia, l'indonesiano viene confermato dal team come pilota di riserva per le prossime tappe. Al debutto, il pilota transalpino si qualifica 18º davanti anche alla Mercedes di Lewis Hamilton (che però scontava una penalità) e chiude al 16º posto in gara mentre Wehrlein si ritira al primo giro a causa di un contatto al via con Jenson Button dopo aver conquistato per la seconda volta in campionato la Q2.
A Monza, il tedesco accede per la terza volta alla Q2, ma si ritira in gara per una perdita d'olio mentre Ocon chiude in ultima posizione. La Manor conclude poi le seguenti cinque gare in fondo al gruppo, ma nonostante ciò rimane ancora la decima forza del campionato, fino alla penultima gara, in Brasile: grazie alle condizioni meteo avverse, Ocon a 16 giri dalla fine è clamorosamente settimo, ma la pista si asciuga rapidamente e il francese chiude 12º mentre Felipe Nasr, alla guida della Sauber, chiude in nona posizione ottenendo due punti preziosi che consentiranno al team elvetico di sopravvivere in futuro. Il team britannico invece subisce così una beffa atroce e scivola all'ultimo posto nella classifica costruttori, mettendo seriamente a rischio l'iscrizione al campionato 2017 che poteva essere possibile grazie ai proventi del possibile decimo posto finale.
Dopo un'ultima apparizione ad Abu Dhabi, dove Wehrlein conquista per la quarta e ultima volta in stagione la Q2 senza però portare punti, la Manor chiude i battenti dopo un periodo di amministrazione controllata chiudendo, di fatto, una storia iniziata nel 2010 con il nome di Virgin Racing e continuata nelle sei stagioni seguenti con le denominazioni di Marussia F1 Team prima e di Manor Racing poi.

## Risultati in F1
| Anno | Team         | Motore                    | Gomme | Piloti   |     |    |    |     |    |    |    |     |    |     |    |    |     |     |    |    |    |    |     |    |    | Punti | Pos. |
| ---- | ------------ | ------------------------- | ----- | -------- | --- | -- | -- | --- | -- | -- | -- | --- | -- | --- | -- | -- | --- | --- | -- | -- | -- | -- | --- | -- | -- | ----- | ---- |
| 2016 | Manor Racing | Mercedes PU106C Hybrid V6 | P     | Haryanto | Rit | 17 | 21 | Rit | 17 | 15 | 19 | 18  | 16 | Rit | 21 | 20 |     |     |    |    |    |    |     |    |    | 1     | 11º  |
| 2016 | Manor Racing | Mercedes PU106C Hybrid V6 | P     | Wehrlein | 16  | 13 | 18 | 18  | 16 | 14 | 17 | Rit | 10 | Rit | 19 | 17 | Rit | Rit | 16 | 15 | 22 | 17 | Rit | 15 | 14 | 1     | 11º  |
| 2016 | Manor Racing | Mercedes PU106C Hybrid V6 | P     | Ocon     |     |    |    |     |    |    |    |     |    |     |    |    | 16  | 18  | 18 | 16 | 21 | 18 | 21  | 12 | 13 | 1     | 11º  |

| Legenda | 1º posto     | 2º posto | 3º posto    | A punti         | Senza punti/Non class.  | Grassetto – Pole position Corsivo – Giro più veloce |
| Legenda | Squalificato | Ritirato | Non partito | Non qualificato | Solo prove/Terzo pilota | Grassetto – Pole position Corsivo – Giro più veloce |